# Wimmelbach (Hausen)
Wimmelbach ist ein Gemeindeteil von Hausen im Landkreis Forchheim (Regierungsbezirk Oberfranken, Bayern).

## Geographie
Das Kirchdorf mit gut 500 Einwohnern liegt etwa fünf Kilometer westlich der Kreisstadt Forchheim. Es besteht aus den Teilen Ober- und Unterwimmelbach. Während Unterwimmelbach durch Siedlungsbebauung ab den 1950er Jahren auf ein Mehrfaches wuchs, hat sich Oberwimmelbach nur wenig vergrößert. Mittelpunkt des Ortes ist die Anfang des 20. Jahrhunderts gebaute Kirche St. Laurentius.
Durch den Ort verläuft der Fränkische Marienweg.

## Geschichte
Erstmals urkundlich erwähnt wurde der Ort im Jahr 1007 in der Gründungsurkunde des Bistums Bamberg. Er ist zum größten Teil bäuerlich geprägt. Enge Beziehungen bestanden über viele Jahrhunderte vor allem zum Nachbarort Heroldsbach. Seit der bayerischen Gebietsreform, die am 1. Januar 1972 in Kraft trat, ist der bis dahin eigenständige Ort ein Teil der Gemeinde Hausen bei Forchheim. In Wimmelbach gab es einen der ersten Industriebetriebe des Forchheimer Umlandes, eine Ziegelei, die aber nicht mehr existiert.